# Augure (film)
Pour les articles homonymes, voir Augure (homonymie).
Pour plus de détails, voir Fiche technique et Distribution.
Augure est le premier film du réalisateur belgo-congolais Baloji.

## Synopsis
Le Congolais Koffi a été renié par sa mère dans sa jeunesse parce qu'il était un soi-disant « zabolo », un sorcier maléfique en swahili. Aujourd'hui, il revient au Congo pour rendre visite à sa famille, accompagné de son épouse européenne enceinte. La visite ne se déroule pas de manière cordiale, car les anciens rituels et les superstitions persistantes des tribus locales continuent de hanter Koffi.

## Fiche technique
Sauf indication contraire, les informations mentionnées dans cette section peuvent être confirmées par la base de données cinématographiques IMDb,  présente dans la section « Liens externes ».
- Titre original : Augure
- Titre international : Omen[2]
- Réalisation : Baloji
- Scénario : Baloji, avec la collaboration de Thomas van Zuylen
- Direction artistique : Eve Martin
- Montage : Bertrand Conard, Bruno Tracq
- Production : Benoit Roland
- Sociétés de production : Anonymes Films, Big World Cinema, New Amsterdam Film Company, Red Sea Film Festival Foundation, Serendipity films, Tosala Films, Wrong Men North
- Sociétés de distribution : Imagine Film Distribution (IFD) (Benelux, Suisse), Pan Distribution (France)
- Budget : 1 million euro
- Pays de production :  Belgique,  République démocratique du Congo,  Pays-Bas,  France,  Allemagne,  Afrique du Sud
- Langue originale : français
- Format : couleur — 1,50:1 (VistaVision)
- Genre : drame
- Durée : 90 minutes
- Dates de sortie :
  - Belgique : 15 novembre 2023
  - France : 29 novembre 2023

## Distribution
- Marc Zinga : Koffi
- Lucie Debay : Alice, épouse de Koffi[2]
- Eliane Umuhire : Tshala
- Yves-Marina Gnahoua : Mama Mujila

## Production
Le réalisateur et scénariste principal est le Belgo-Congolais Baloji Tshiani, également connu comme artiste musical de Starflam, entre autres. Le film a reçu le soutien financier de la VRT, de la RTBF, du Centre du cinéma de la Fédération Wallonie-Bruxelles, de screen.brussels, du Fonds audiovisuel néerlandais et du Bureau fédéral des contributions, entre autres. Le tournage a duré 23 jours et s'est déroulé dans 18 lieux différents,.

## Distinctions

### Récompenses
- Festival du film de Munich : lauréat de la compétition CineRebels[4]
- Festival de Cannes 2023 : prix de la Nouvelle Voix, compétition parallèle Un certain regard[5]
- Festival international du film de Durban (Afrique du Sud) : meilleur long métrage africain[6],[7]
- Festival du film francophone d'Angoulême 2023 : Valois de la mise en scène[8]
- Magritte 2024 : 
  - Meilleure image
  - Meilleurs décors
  - Meilleurs costumes
  - Meilleure musique originale

### Sélection
Augure est la candidature belge aux Oscars qui seront décernés le 10 mars 2024.

## Anecdotes
- Du 21 octobre 2023 au 16 juin 2024, l'exposition Baloji Augurism se tiendra au musée de la mode d'Anvers. L'exposition s'inspire des costumes traditionnels africains que le réalisateur Baloji, avec Elke Hoste, avait conçus pour son film[10].